# Bilík menedékház
A Bilík menedékház (korábban Guhr-menedékház, szlovákul Bilíkova chata) egy 1255 méteres tengerszint feletti magasságban lévő hegyi menedék a Magas-Tátrában, Szlovákiában.

## Elhelyezkedése
A menedékház közvetlenül a Tarajka alatt, a Tar-pataki-völgy alsó, erdővel borított részén, a Nagyszalóki-csúcs délkeleti oldalán található.

## Története

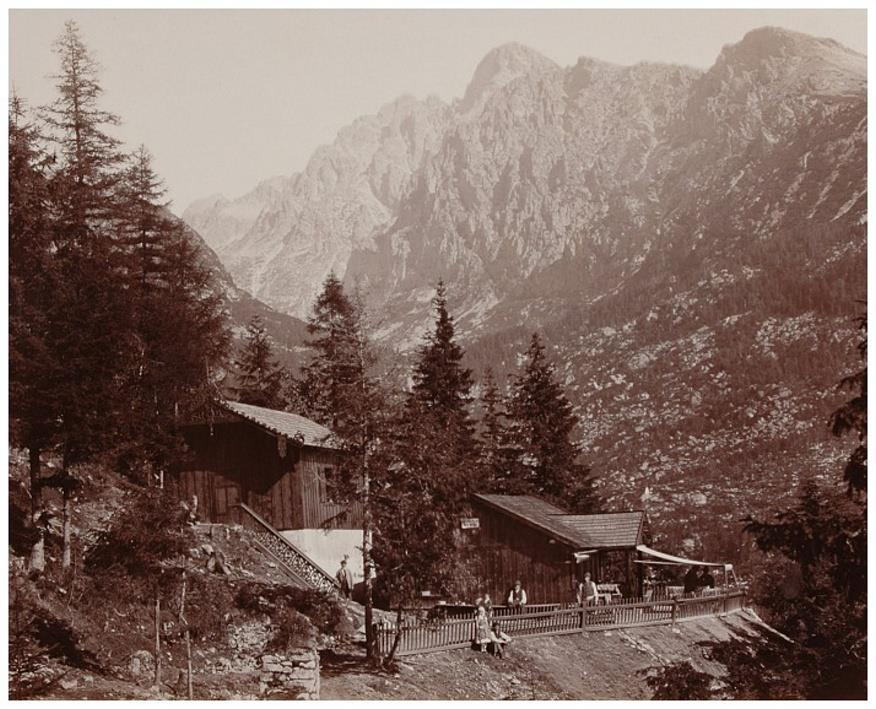
A Róza menedékház

A Bilík menedékház helyén először 1875-től az egyszerű Róza menedékház (Ruženina chata) állt. 
Tátrafüred és a Tar-pataki-vízesések környékén a turistakultúra első jelei a Magyarországi Kárpát Egyesület (MKE) alapításakor már több évtizedes múltra tekintettek vissza. A Rainer-kunyhótól mintegy félórányira a MKE első menedékháza, a Rózsa-menedékház; (Gräffl-Győrffy Róza bárónő tiszteletére keresztelték, aki a tátrafüredi vendégek sorából az egyesületnek sok barátot szerzett); építésére és bővítésére az egyesület mintegy 3350 K-t költ. 
1926-ban a tarpatakfüredi Rózsa-szálló leégett.

### A mai épület

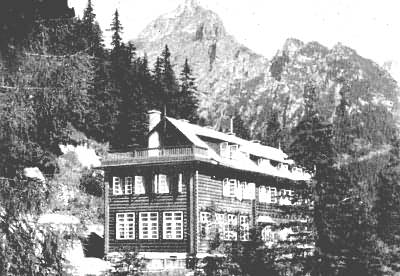
A Guhr-turistaház

A mai menedékházat (eredeti neve Guhr-menedékház, Dr. Guhr-menedékház vagy Guhr ifjúsági otthon, szlovákul Guhrova chata) 1934-ben építették.
Az MKE legelső menedékházának, a Rózsa-menedékháznak, illetőleg a tarpataki leégett Rózsa-szállónak helyén a KV 1934-ben a Guhr-család kezdeményezésére és annak messzemenő támogatásával (a telken felül 130000 csK-t adományoznak) emeletes turistaszállót épített. A 137000 csK költséggel épült Guhr-diákotthon földszintjén vendéglőhelyiségek és a bérlő lakása, emeletén pedig négy, egyenként 4-ágyas szoba és két hálóterem volt, összesen 16 hálóhellyel; kezelését a Tátra-Egylet vállalta. A Tarajka oldalában, 5 percnyire helyezkedik el a siklóvasút felső állomásától. 1992-től szállóként működik.
A menedékház mai nevét a házon lévő emléktábla szerint Pavel Bilík (1916–1944) ótátrafüredi pénzügyőr, síző, síversenyző – akit a második világháború alatt Felsőtátrafüred felett harci tevékenység közben a németek elfogtak és a késmárki várban kivégeztek – tiszteletére kapta.

## Szálláshelyek
A Tarajka oldalában, 5 percnyire található a siklóvasút felső állomásától. Tel.: 00-421-52-4422439, 4422266, 4422267. 1992-től szállóként működik. Kettő-ágyas szobákban 30 férőhely. Vendéglő: 70 férőhellyel, nyitva 7-20 óra között, borozó. 
A hegyiszolgálat állomása.

## Megközelítése
- Ótátrafüredről a zöld  jelzésen, 50 p. vagy siklóvasúttal a Tarajkára,
- Tátralomnicról: a kék jelzésen a Középső-Tarpataki-vízesés alatti hídhoz, 1 ó 15 p. A híd túloldalán a jelzett útról balra elkanyarodó zöld  jelzésű úton 10 p a menedékházig.
- A Sziléziai-háztól: a piros  jelzésen (Magisztrálé) keleti irányban, 1 ó 30 p.

## Túravidéke
A közelben található a Nagyszalóki-csúcs, a Nagy-Tarpataki-völgy és a Kis-Tarpataki-völgy, valamint a Kő-pataki-völgy és ezek hegyei.

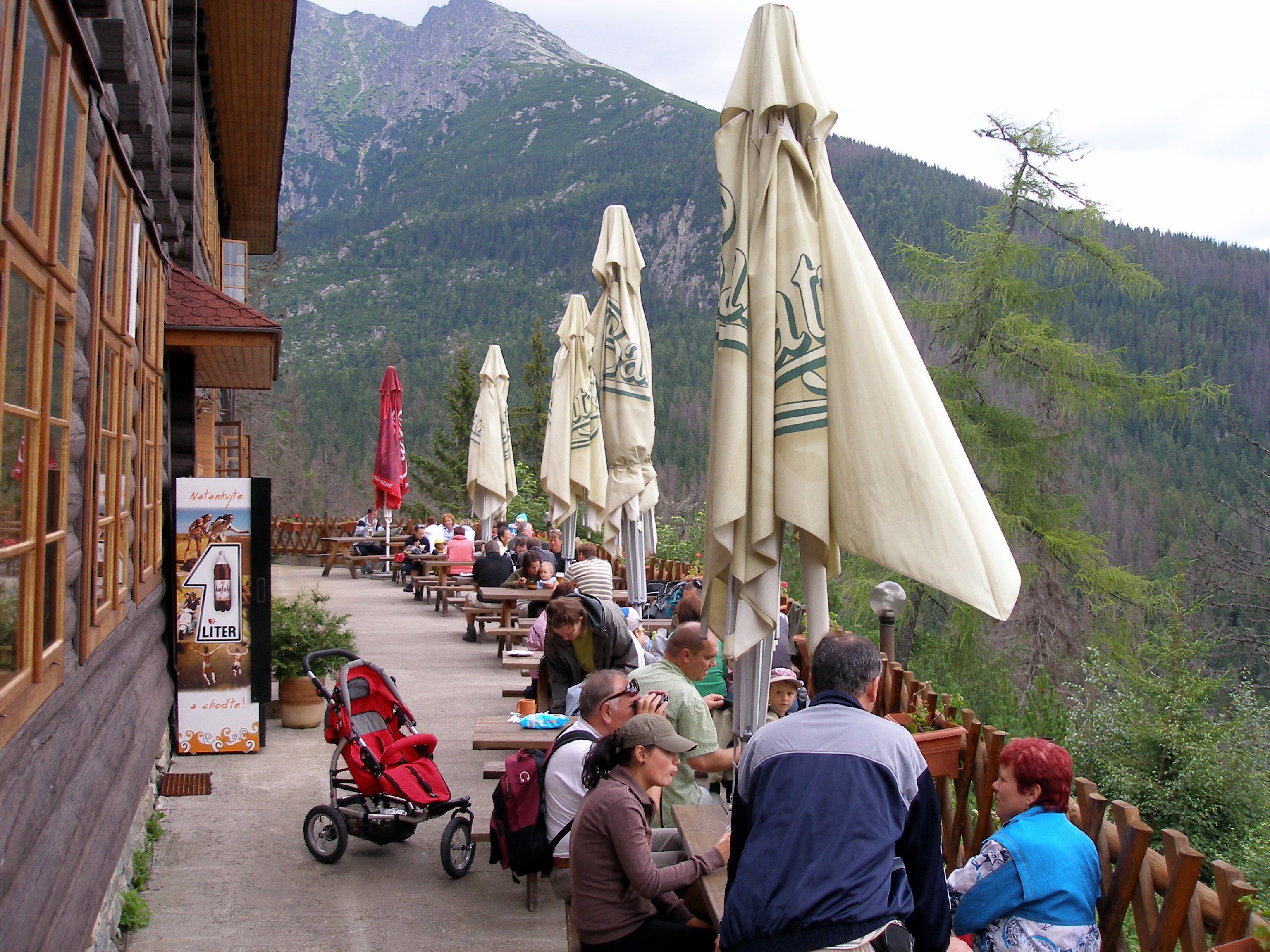
A Bilík menedékház terasza

## Jelzett turistautak
- A Hosszú-tavi menedékházba: a volt Zerge-szállóig a piros   jelzésen (Magisztrále), onnan a keresztező kék  jelzésen, 3 ó.
- A Nagyszalóki-csúcsra: a piros   és a kék  jelzésen, 4 ó.
- A Kis-Tarpataki-völgybe, a Téry menedékházhoz: a piros  és a zöld  jelzésen, 2 ó 30 p.
- A Kő-pataki-tóhoz: a piros  jelzésen (Magisztrále), 2 ó 15 p.